# Słatwiny
Słatwiny – potok, dopływ Łapszanki. Jego zlewnia znajduje się na północnych stokach Magury Spiskiej w obrębie wsi Łapsze Wyżne w województwie małopolskim, w powiecie nowotarskim, w gminie Łapsze Niżne.
Potok wypływa na wysokości około 920 m w dolince wcinającej się między północno-zachodni i północno-wschodni grzbiet wzniesienia Pawików Wierch (1016 m). Spływa początkowo w kierunku północnym, następnie północno-wschodnim, cały czas przez pola wsi Łapsze Wyżne. Na wysokości 700 m, nie dochodząc do drogi biegnącej przez tę wieś, uchodzi do Łapszanki jako jej lewy dopływ. Ma liczne, ale krótkie dopływy. Jeden z nich wypływa ze źródła na wysokości 752 m, pozostałe wypływają w gruntowych wysiękach.